# Trujillos de Abajo
Trujillos de Abajo är en ort i Mexiko.   Den ligger i kommunen San Juan de los Lagos och delstaten Jalisco, i den centrala delen av landet, 400 km nordväst om huvudstaden Mexico City. Trujillos de Abajo ligger 1 809 meter över havet och antalet invånare är 121.
Terrängen runt Trujillos de Abajo är en högslätt, och sluttar västerut. Runt Trujillos de Abajo är det ganska tätbefolkat, med 65 invånare per kvadratkilometer. Närmaste större samhälle är San Juan de los Lagos, 8,8 km sydväst om Trujillos de Abajo. Trakten runt Trujillos de Abajo består till största delen av jordbruksmark.